# Famatinite
La famatinite (anche stibioluzonite; simbolo IMA: Fam) è un minerale piuttosto raro della classe dei "solfuri e solfosali". La sua composizione è Cu3SbS4, quindi chimicamente è un tioantimoniato di rame.
È un minerale omologo dell'enargite da cui differisce per la presenza dell'antimonio a posto dell'arsenico.

## Etimologia e storia
La famatinite fu scoperta per la prima volta nella Sierra de Famatina, a est delle Ande argentine, e descritta nel 1873 da Alfred Wilhelm Stelzner, che chiamò il minerale con il nome della sua località tipo.

## Classificazione
Già nell'ormai obsoleta, ma ancora in uso, 8ª edizione della sistematica dei minerali secondo Strunz, la famatinite apparteneva alla classe minerale dei "solfuri e solfosali" e lì alla sottoclasse dei "solfuri con il rapporto di metallo : zolfo, selenio, tellurio ≈ 1:1", dove veniva elencata insieme a barquillite, briartite, černýite, ferrokësterite, hocartite, kesterite, kuramite, luzonite, permingeatite, petrukite, pirquitasite, rhodostannite, sakuraiite, stannite, toyohaite e velikite con le quali forma il "gruppo della stannite" con il sistema n. II/C.06.
La 9ª edizione della sistematica minerale di Strunz, valida dal 2001 e utilizzata dall'Associazione Mineralogica Internazionale (IMA), classifica la famatinite nella classe dei "solfuri e solfosali" e da lì nella nuova divisione "2.K Solfoarseniati, solfoantimonati"; questa è ulteriormente suddivisa in modo tale che minerale si trovi nella sottosezione "2.KA Solfoarseniati con tetraedri (As,Sb)S4" secondo la sua composizione, dove la famatinite è elencata insieme a barquillite, briartite, luzonite e permingeatite con le quali forma il sistema nº 2.KA.10.
Anche la sistematica dei minerali secondo Dana, che viene utilizzata principalmente nel mondo anglosassone, classifica la famatinite nella classe dei "solfuri e solfosali", e successivamente nella divisione dei "solfosali". La si trova insieme a luzonite e permingeatite nel "Gruppo della luzonite" con il sistema nº 03.02.02 all'interno della suddivisione "Solfosali con il rapporto z/y = 4 e la composizione (A+)i(A2+)j[ByCz], A = metalli, B = semimetalli, C = non metalli".

## Abito cristallino
La famatinite cristallizza nel sistema tetragonale nel gruppo spaziale I42m (gruppo nº 121) con i parametri del reticolo a = 5,38 Å e c = 10,76 Å così come due unità di formula per cella unitaria.

## Origine e giacitura
La famatinite si forma in modo simile alla luzonite nelle vene idrotermali ricche di rame, arsenico e antimonio, di grado medio-basso, dove può presentarsi in associazione con molti altri solfuri oltre a questo e all'enargite, come bismutinite, calcopirite, covellina, marcasite, pirite, sfalerite, tetraedrite e tennantite, barite, quarzo, che è anche il più comune, così come argento nativo e oro nativo.
Essendo una formazione minerale piuttosto rara, la famatinite può essere abbondante in vari siti, ma nel complesso non è molto comune. In tutto il mondo (a partire dal 2012) sono noti circa 120 siti. Oltre alla sua località tipo, Sierra de Famatina, nella provincia di La Rioja, il minerale è stato trovato (sempre in Argentina) nella "Miniera di Capillitas" nel dipartimento di Andalgalá (Catamarca), vicino a El Guaico nel dipartimento di Minas (Córdoba) così come nella "Miniera di El Quevar", nella "Miniera di Armonía" e nella "Miniera di Julio Verne" (provincia di Salta).
In Germania, il minerale è stato finora trovato solo nella miniera di Clara nel Baden-Württemberg, nella miniera di Bayerland vicino a Waldsassen in Baviera, nella miniera di Lüderich vicino ad Altenbrück e nelle miniere di rame vicino a Marsberg nella Renania Settentrionale-Vestfalia e vicino a Sadisdorf in Sassonia.
In Austria, la famatinite è stata finora trovata principalmente nelle vicinanze dei comuni tirolesi di Brixlegg e Rattenberg, ma è stata trovata anche sull'Hüttenberger Erzberg in Carinzia e nello Schwarzleograben vicino a Hütten/Leogang nel Salisburghese.
Diversi altri siti sono sparsi in tutto il mondo.

## Forma in cui si presenta in natura
La famatinite è opaca in qualsiasi forma e raramente sviluppa piccoli cristalli in rivestimenti crostosi. Di solito si trova sotto forma di aggregati granulari o massicci di colore bruno-violaceo scuro con colore nero delle linee. I campioni freschi hanno inizialmente una lucentezza metallica, ma poi diventano opachi a causa della progressiva alterazione degli agenti atmosferici.
Con la luzonite (Cu3AsS4), la famatinite forma una serie di cristalli misti.